# Liste der Baudenkmäler in Schönthal (Oberpfalz)

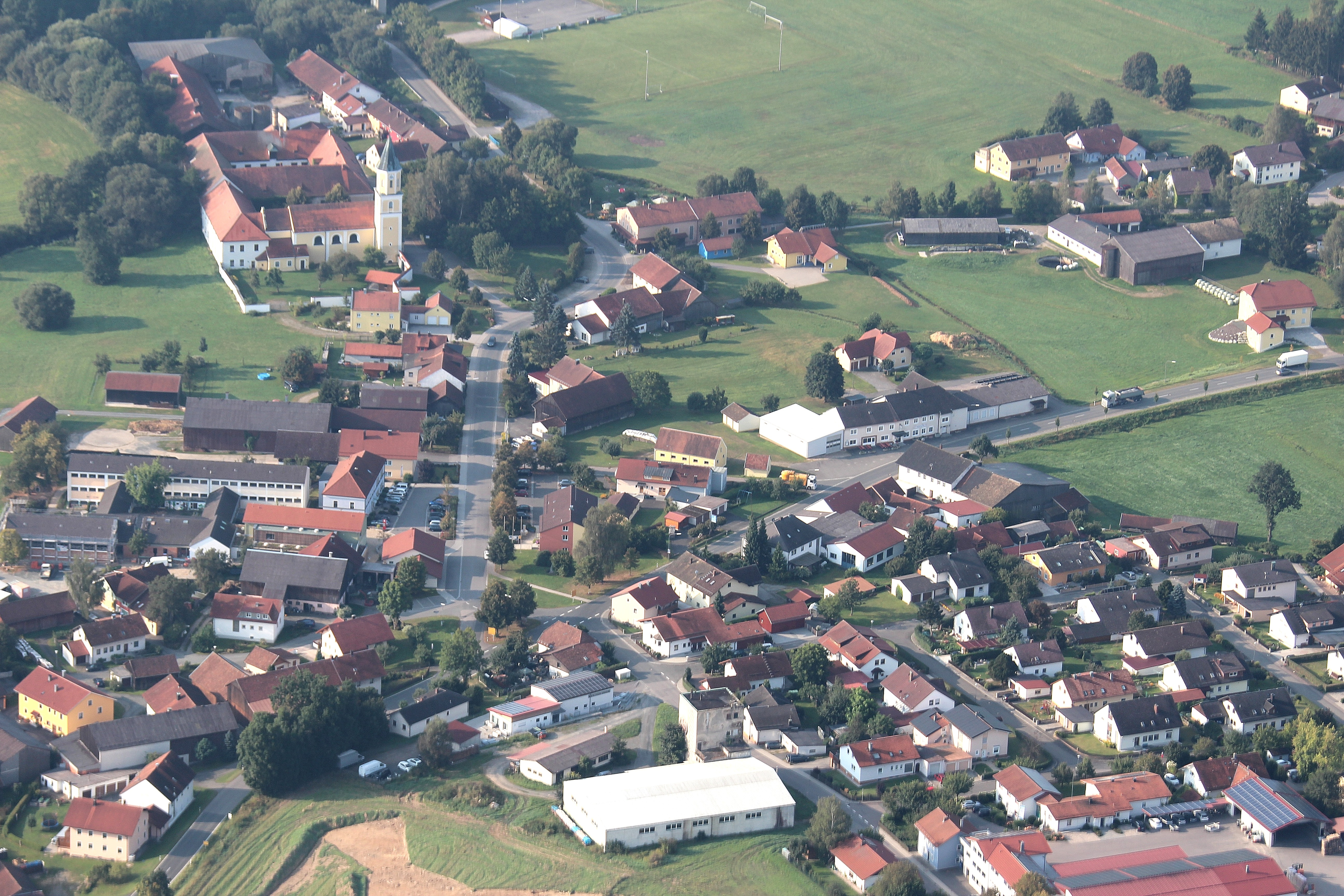
Schönthal aus der Luft

Auf dieser Seite sind die Baudenkmäler in der Oberpfälzer Gemeinde Schönthal zusammengestellt. Diese Tabelle ist eine Teilliste der Liste der Baudenkmäler in Bayern. Grundlage ist die Bayerische Denkmalliste, die auf Basis des Bayerischen Denkmalschutzgesetzes vom 1. Oktober 1973 erstmals erstellt wurde und seither durch das Bayerische Landesamt für Denkmalpflege geführt wird. Die folgenden Angaben ersetzen nicht die rechtsverbindliche Auskunft der Denkmalschutzbehörde.

In dieser Kartenansicht sind Baudenkmäler ohne Koordinaten mit einem roten bzw. orangen Marker dargestellt und können in der Karte gesetzt werden. Baudenkmäler ohne Bild sind mit einem blauen bzw. roten Marker gekennzeichnet, Baudenkmäler mit Bild mit einem grünen bzw. orangen Marker.

## Baudenkmäler nach Ortsteilen

### Schönthal
| Lage                                                 | Objekt                                | Beschreibung | Akten-Nr.     | Bild           |
| ---------------------------------------------------- | ------------------------------------- | --- | ------------- | -------------- |
| Am Kloster 1, Pater-Grünberger-Platz 3, 5 (Standort) | Ehemaliges Augustinereremiten-Kloster | Ehemalige Kloster-, jetzt katholische Pfarrkirche St. Michael, Saalbau mit eingezogenem Rechteckchor, Satteldach, Flankenturm mit Spitzhelm, Schweifgiebel und Rahmengliederungen, 1710, Instandsetzung nach Brand 1836, Erweiterung 1909; mit Ausstattung; Klostergebäude, zweigeschossiger Vierflügelbau mit Walmdächern, Einfahrt und Putzgliederungen, 1695 nach Plänen von Wolfgang Dientzenhofer; Nordflügel, ehemaliger Pfarrhof, zweigeschossiger und traufständiger Walmdachbau; Ehemaliger Klosterfriedhof, jetzt ummauerter Pfarrgarten, 17./18. Jahrhundert | D-3-72-157-2  | weitere Bilder |
| Brauhausstraße 5 a (Standort)                        | Figur des hl. Nikolaus von Tolentino  | Kalkstein, spätbarock, 18. Jahrhundert | D-3-72-157-5  | weitere Bilder |
| Zum Füchselholz 30 (Standort)                        | Figur des hl. Johannes Nepomuk        | Kalkstein, barock, 18. Jahrhundert | D-3-72-157-23 | BW             |

### Döfering
| Lage                       | Objekt                               | Beschreibung | Akten-Nr.    | Bild           |
| -------------------------- | ------------------------------------ | --- | ------------ | -------------- |
| Am Kirchplatz 4 (Standort) | Katholische Pfarrkirche St. Ägidius  | Giebelständiger Saalbau mit abgewalmtem Satteldach, seitlichem Fassadenturm mit Zeltdach, Turm und Langhaus 1855 über Teilen des 18. Jahrhunderts, Chor, Sakristei und Westvorhalle modern; mit Ausstattung; Friedhofsmauer auf der Nord- und Südseite, Granitbruchstein, 18./19. Jahrhundert | D-3-72-157-6 | weitere Bilder |
| Ranischbierl (Standort)    | Wegkapelle, sogenannte Hussenkapelle | Giebelständiger und abgewalmter Satteldachbau, Ende 19. Jahrhundert | D-3-72-157-7 | weitere Bilder |

### Hiltersried
| Lage                                        | Objekt                                     | Beschreibung | Akten-Nr.     | Bild                 |
| ------------------------------------------- | ------------------------------------------ | --- | ------------- | -------------------- |
| Kirchstraße 6 (Standort)                    | Ehemaliges Schulhaus                       | Zweigeschossiger und asymmetrischer Walmdachbau mit Risalit und Schweifgiebel, neubarock, um 1900                                             | D-3-72-157-10 | Ehemaliges Schulhaus |
| Kirchstraße 8 (Standort)                    | Katholische Pfarrkirche St. Johann Baptist | Giebelständiger Saalbau mit abgewalmtem Satteldach, eingezogenem Chor, Fassadenturm mit Spitzdach und Putzgliederungen, 1878; mit Ausstattung | D-3-72-157-11 | weitere Bilder       |
| An der Abzweigung zum Preglerhof (Standort) | Hussitendenkmal                            | Pfeiler mit gusseiserner Inschrifttafel auf Schrägsockel, Granithaustein, 1933 errichtet zur Erinnerung an die Hussitenschlacht von 1433      | D-3-72-157-12 | Hussitendenkmal      |
| Schönthaler Zell (Standort)                 | Steinkreuz                                 | Griechische Form mit halbrunder Vertiefung, Granit, bezeichnet mit 1725                                                                       | D-3-72-157-13 | Steinkreuz           |

### Öd
| Lage                   | Objekt                                      | Beschreibung                              | Akten-Nr.     | Bild |
| ---------------------- | ------------------------------------------- | ----------------------------------------- | ------------- | ---- |
| Linkswiesen (Standort) | Historische Ausstattung des Kapellenneubaus | Ausstattung vom Ende des 19. Jahrhunderts | D-3-72-157-14 | BW   |

### Premeischl
| Lage                     | Objekt   | Beschreibung                                          | Akten-Nr.     | Bild |
| ------------------------ | -------- | ----------------------------------------------------- | ------------- | ---- |
| Am Arnstein 2 (Standort) | Hofkreuz | Dreinageltypus mit Marienfigur, Holz, 19. Jahrhundert | D-3-72-157-16 | BW   |

### Rhan
| Lage                   | Objekt                                    | Beschreibung                                                                                          | Akten-Nr.     | Bild           |
| ---------------------- | ----------------------------------------- | --- | ------------- | -------------- |
| In Rhan (Standort)     | Wegkapelle, sogenannte Bruckmeier-Kapelle | Giebelständiger und abgewalmter Satteldachbau mit Stirnpfeilern und Dachreiter, 1923; mit Ausstattung | D-3-72-157-18 | weitere Bilder |
| Lange Teile (Standort) | Waldkapelle                               | Giebelständiger Satteldachbau mit Vordach, Holz, 1881, renoviert 1905 und 2001; mit Ausstattung       | D-3-72-157-17 | BW             |

### Thurau
| Lage                 | Objekt                                           | Beschreibung | Akten-Nr.     | Bild           |
| -------------------- | ------------------------------------------------ | --- | ------------- | -------------- |
| St 2400 (Standort)   | Steinkreuz                                       | Griechische Form, Granit, wohl mittelalterlich | D-3-72-157-19 | weitere Bilder |
| Thurau 11 (Standort) | Ehemalige Mühle des Augustinerklosters Schönthal | Mühle und Wohnhaus, zweigeschossiger und traufständiger Halbwalmdachbau mit verschindeltem Giebel, im Kern 17./18. Jahrhundert, 1830 erneuert, 2001 stillgelegt; Stall, eingeschossiger traufständiger Satteldachbau, um 1830; Mit technischer Ausstattung, um 1830 und 19. Jahrhundert | D-3-72-157-20 | weitere Bilder |

### Trosendorf
| Lage                     | Objekt                  | Beschreibung                                | Akten-Nr.     | Bild           |
| ------------------------ | ----------------------- | ------------------------------------------- | ------------- | -------------- |
| In Trosendorf (Standort) | Figurengruppe Beweinung | Holz, 18./19. Jahrhundert; in neuer Kapelle | D-3-72-157-21 | weitere Bilder |